# Czernogołowka
Czernogołowka (ros. Черноголовка) − miasto w Rosji, w obwodzie moskiewskim, 43 km na północny wschód od Moskwy. W 2020 liczyło 21 288 mieszkańców.
Instytucje Rosyjskiej Akademii Nauk tworzące Centrum naukowe Rosyjskiej Akademii Nauk w Czernogołowce:
- Instytuty:
  - Instytut fizyki ciała stałego,
  - Instytut fizyki teoretycznej im. L. D. Landau,
  - Instytut problemów fizyki chemicznej,
  - Instytut mineralogii eksperymentalnej,
  - Instytut makrokinetyki strukturalnej i problemów badań materiałowych,
  - Instytut problemów technologii mikroelektroniki i substancji o specjalnej czystości,
  - Instytut substancji fizjologicznie aktywnych,
  - Filia Instytutu nowych problemów energetycznych fizyki chemicznej,
  - Baza naukowo-eksperymentalna «Czernogołowka» Instytutu problemów ekologii i ewolucji im. A. N. Siewiercowa,
  - Laboratorium Instytutu geochemii i chemii analitycznej im. W. I. Wiernadskiego,
  - Wydział stosowanych badań sieciowych Centrum naukowego Rosyjskiej Akademii Nauk w Czernogołowce,
- Eksperymentalny zakład budowy przyrządów naukowych (oraz specjalne biuro konstrukcyjne) Rosyjskiej Akademii Nauk
- Centrum naukowo-technologiczne «Elektrontech» Rosyjskiej Akademii Nauk.

W Centrum naukowym Rosyjskiej Akademii Nauk w Czernogołowce pracuje 33 członków Rosyjskiej Akademii Nauk.